# Pałacyk Wielopolskich w Warszawie
Pałacyk Wielopolskich, także pałacyk Elizy Wielopolskiej – pałac znajdujący się przy Alejach Ujazdowskich 15 róg alei Róż w Warszawie.

## Opis
Pałacyk powstał w latach 1875–1876 według projektu Józefa Hussa w stylu eklektycznym. Został wzniesiony dla Antoniego Nagórnego, dyrektora Wydziału Przemysłu i Handlu Banku Polskiego. Był to piętrowy budynek o kwadratowym korpusie głównym (zwróconym frontem do Alej Ujazdowskich). Od tyłu przylegała do niego wydłużona oficyna. Pierwotny układ pomieszczeń na każdym piętrze był prawie identyczny, później w rozplanowaniu wnętrza nastąpiły zmiany.
W latach 1898–1932 był własnością rodziny Wielopolskich. W 1904 z inicjatywy Elizy Wielopolskiej przeprowadzono przebudowę wnętrz pałacyku.
Budynek został wypalony podczas II wojny światowej. Został częściowo przebudowany w 1948. W latach 1945–2008 mieściła się w nim siedziba ambasady Wielkiej Brytanii (al. Róż 1).
W 1965 i 2004 pałacyk wraz z ogrodem i ogrodzeniem został wpisany do rejestru zabytków.